# Leppetalalm
Die Leppetalalm, auch Leppetaler Alm, ist eine Alm an der Nordseite der Villgratner Berge in der Fraktion Bruggen der Gemeinde St. Veit in Defereggen.

## Lage
Die Leppetalalm liegt an den Nordabhängen des Auf der Rahn (2450 m ü. A.) zwischen dem Leppetaler Bach im Westen und dem Stemmeringer Almbach im Osten. Das historische Gebiet der Leppetalalm reichte nach Westen bis zur Gemeindegrenze mit St. Jakob in Defereggen und von dort über den Gratverlauf zwischen Kleinem Leppleskofel und Wagenstein nach Südosten. Die benachbarte Alm im Westen und Süden ist die Brugger Alm, im Osten bildet der Nordostgrat des Auf der Rahn die Grenze zur Stemmeringalm.

## Geschichte
Die Leppetalalm war 1597 in Besitz des Peter Präst am Außerberg. 1691 wurde sie an die Rotten Bruggen, Feld und Raut verkauft. Die Besitzer verhandelten lange Zeit mit der Hof-Camer zu Salzburg über die Zinsleistungen, dass sie ihrer Darstellung nach nur geringen Ertrag an den steil abfallenden Hängen erwirtschaften konnten und fehlende Quellen beklagten. Mitte des 19. Jahrhunderts umfasste die Leppetalalm noch 12 Hütten und auch Mitte des 20. Jahrhunderts war die Leppetalalm weit größer als heute. Im Jahr 1939 wurden die Sennhütten der Alm in Blockbauweise erneuert. Damals erwirtschafteten die Senner hier in 100 Tagen 5000 Liter Milch, 170 kg Butter und 200 Sauerkäse.
Die Leppetalalm besteht heute noch aus fünf Hütten, die von Wald umgeben sind. Mitte des 20. Jahrhunderts waren größere Flächen um die Almhütten sowie die Bergflanken südlich der Alm noch weitgehend baumfrei.

## Aufstiegsmöglichkeiten
Der direkte Weg führt vom Talboden des Defereggentals bei Raut rechtsseitig bzw. östlich des Leppetaler Bach steil durch den Brugger Wald auf die Leppetalalm. Des Weiteren existiert ein Forstweg auf die Alm. Von der Leppetalalm führt ein Wanderweg zur Leppetallenke, von der der Übergang zum Kleinen und Großen Leppleskofel bzw. zur Brugger Alm möglich ist. Ein weiterer Weg führt nach Osten ins Tal des Stemmeringer Almbachs und zur Stemmeringer Alm.